# FCM-36
FCM-36 byl lehký pěchotní tank, jeho prototyp vznikl u firmy FCM (Forges et Chantiers de la Méditerranée) roku 1934. Tento typ měl nahradit zastaralé stroje Renault FT-17 a stal se konkurencí tanků Renault R-35. Výroba FCM-36 započala roku 1936, celkem bylo vyrobeno 100 ks tohoto stroje.
Tank poháněl vznětový motor Berliet o výkonu 91 koní. Podvozek se skládal z dvojice napínacích kol vpředu, devíti pojezdových kol a hnacích kol vzadu. Z boku byl chráněn zalomenými pancéřovými pláty. Ve věži tanku byl instalován kanón SA-18 ráže 37 mm a koaxiální kulomet Chatellerault ráže 7,5 mm.
Tanky se účastnily obranných bojů s německou armádou, ale kvůli slabému kanónu nikterak slavně. Po pádu Francie byly kořistní stroje přejmenovány na Panzerkampfwagen 737 FCM (f). Německá armáda z těchto tanků většinou sejmula věž a v nově vytvořené nástavbě byl instalován protitankový kanón PaK 40 ráže 75 mm či houfnice leFH 18 ráže 105 mm. Tato vozidla pak byla Němci použita během vylodění v Normandii proti spojencům.